# 住友林業ホームサービス
住友林業ホームサービス株式会社（すみともりんぎょうホームサービス）は、東京都新宿区に本社を置く、流通系の不動産会社。

## 沿革
- 1964年 - スミリン土地株式会社設立。
- 1980年 - スミリン住宅流通株式会社に社名変更。
- 1987年 - 住友林業ホームサービス株式会社に社名変更。